# Eugen Polanski
Eugen Polanski (rodným jménem Bogusław Eugeniusz Polański; * 17. března 1986 Sosnovec, Polsko) je polsko-německý fotbalový záložník, od roku 2013 hráč klubu TSG 1899 Hoffenheim. V mládežnických kategoriích reprezentoval Německo, na seniorské úrovni oblékal dres polské reprezentace.
Narodil se v polském Sosnovci, kde žil do svých 6 let. Poté se přestěhoval s rodinou do Německa.

## Klubová kariéra
- SV Blau-Weiss Concordia 07/24 Viersen (mládež)
- Borussia Mönchengladbach (mládež)
- Borussia Mönchengladbach 2004–2008
- Getafe CF 2008–2010
- →  1. FSV Mainz 05 2009–2010 (hostování)
- 1. FSV Mainz 05 2010–2013
- TSG 1899 Hoffenheim 2013–

## Reprezentační kariéra

### Německo
Polanski hrál za německé mládežnické reprezentační výběry U16, U17, U18, U19, U20 a U21.

### Polsko
V polském národním A-mužstvu debutoval 10. 8. 2011 v přátelském utkání v Lubinu proti týmu Gruzie (výhra 1:0).
Trenér polské reprezentace Franciszek Smuda jej zařadil do nominace na domácí EURO 2012 (konané v Polsku a na Ukrajině). Na turnaji nastoupil ke všem třem zápasům základní skupiny A, postupně proti Řecku, Rusku a České republice. Poláci obsadili na turnaji se dvěma body poslední čtvrté místo ve skupině.